# Mahavšček
Mahavšček ali Veliki Bogatin je 2008 metrov visoka gora v Julijskih alpah.
Mahavšček se nahaja na severozahodnem obrobju Spodnjih Bohinjskih gora, zahodno od Bohinjskega jezera, nad valovitim platojem Komne. Do vrha vodijo urejene poti od Koče pri Savici, s Planine Polog ter od Doma v Lepeni.